# Franco Maria Malfatti
Franco Maria Malfatti di Monte Tretto (Roma, 13 de junho de 1927 - Roma, 10 de dezembro de 1991), foi um político italiano.

## Vida
Descendente de Filipe IV de França e da sua esposa Joana I de Navarra, Malfatti nasceu em Roma. Ele era um importante membro do Conselho da Democracia Cristã (partido Democrata-Cristão), no qual ele se tornou no seu chefe político, e tratou vários assuntos institucionais importantes.
Na Democracia Cristã, ele era um membro do grupo de Dossetti, juntamente com Amintore Fanfani, Aldo Moro, e Giorgio La Pira. Em 1951, foi eleito o representante nacional para os jovens membros; em 1958, foi eleito deputado para o distrito de Rieti e Umbria.
Ele desempenhou funções como Ministro dos Negócios Estrangeiros (1979-80), das Finanças (1978-79), da Instrução, da Indústria, dos Assuntos do Estado, e do Correio e Telecomunicações. Ele foi também Presidente da Comissão Europeia de 1970 a 1972, tendo-se demitido para regressar a Itália. Na década de 1980, ele foi chefe da delegação italiana no Parlamento Europeu. Politicamente perto do grupo de Aldo Moro, Malfatti esteve entre os participantes nas reuniões de Bilderberg.
Ele foi casado com Franca Spinola, nascida em 1943, filha de Gian Luca Spinola (1919-1945) e da sua esposa, Maria Concetta Giuntini (1921-), descendente do Colonna Duci de Castelvecchio.
A sua família doou a sua imensa biblioteca à Universidade de Perúgia.
Em 2005 foi fundada em Terni, a Associação Cultural de Estudos Políticos Franco Maria Malfatti.
Seu filho o Embaixador Francesco Malfatti di Monte Tretto foi agraciado com a Grã-Cruz da Ordem do Infante D. Henrique a 19 de Novembro de 1980 e seu filho Giovanni Malfatti di Monte Tretto foi feito Comendador da Ordem do Mérito a 25 de Setembro de 1990.